# Phong Niên
Phong Niên là một xã thuộc huyện Bảo Thắng tỉnh Lào Cai, Việt Nam.

## Địa lý
Xã Phong Niên có vị trí địa lý:
- Phía đông giáp huyện Bắc Hà
- Phía tây giáp xã Thái Niên
- Phía tây bắc giáp thị trấn Nông trường Phong Hải
- Phía tây nam và phía nam giáp huyện Bảo Thắng
- Phía bắc giáp huyện Bắc Hà.

## Lịch sử
Khu vực từ năm 1838, mang tên xã Phong Niên từ xa xưa đã có con người khai phá.
Di chỉ được phát hiện năm 1992 có niên đại thuộc văn hóa khảo cổ học Sơn Vi đã minh chứng điều đó.
Từ trước thế kỷ XVII, chưa rõ các bản đây có tên là gì. Sau đó vùng đất này có tên là động Hạo Niên 暠年峒 thuộc châu Thủy Vĩ 水尾州 (có Bảo Thắng quan 保勝關).
Năm Minh Mạng thứ 19 (1838) đổi các động 峒 thành xã 社, đổi Hạo Niên thành Phong Niên (豐年= năm được mùa)và thuộc Tổng Gia Phú 加富綜. Gia Phú có 3 xã là: Gia Phú, Phong Niên, Cam Đường và 2 trại là: Phố An, Làng Pha. Xã Phong Niên 豐年社 khi đó bao gồm: Làng Đo, Đo Mán, Hoả Thiêu, Cốc Tâm, Can Hồ Mán, A Nam, A Dụng, Suối Mã, Suối Khê, Đồng Già, Làng Múc, Làng Giàng, Thác Đông, Thác Đông Mán, Làng Sum, Làng Sum Mán, Làng Bái Báo, Làng Thái Niên, Làng A Mán, Tam Hợp Mán, Bắc My Mán, Làng Cung Mán, Phố Thái Niên, Làng Lượt Mán, Suối Mã Mán, Làng An Mán, Phố Mới, Trại Mới, Soi Mười, Sơn Mãn, Giang Đông, Cánh Chín.
Khi tỉnh Lào Cai được thành lập ngày 12 tháng 7 năm 1907, thì Châu Thủy Vĩ chia thành 2 Châu ở 2 bên sông Hồng. Châu Bảo Thắng 保勝州 bên trái gồm 11 xã là: Cánh Chín, Giang Đông, Lào Cai, Phong Niên, Phố Lu, Phố Mới, Sơn Mãn, Soi Mười, Thái Niên, Trại Mới, Xuân Quang. Địa bàn Phong Niên khi đó hẹp đi bởi hình thành các xã mới và không còn lệ vào tổng Gia Phú. Lúc đó Gia Phú thuộc châu Thủy Vỹ 水尾 bên hữu ngạn sông Hồng.
Sau năm 1954, Phong Niên thuộc vùng II của huyện Bảo Thắng, nằm cách trung tâm huyện lỵ 18 km, kéo dài từ Km 17 (Ải Dõng) đến Km 38 (Bắc Ngầm) dọc 2 bên Quốc lộ 4. Đường đất Quốc lộ 4 có từ thời 9 năm, được Trung Quốc giúp mở rộng, hạ dốc, nắn cua, kéo dài tới Phố Ràng, nói thông với Yên Bái từ 1967 và được đổi là Đưỡng Hữu Nghị 7. Sau tháng 2 năm 1979, đặt lại thành Quốc lộ 70. Từ Lào Cai đi Bắc Hà.
Đến năm 1966, được tách thành 2 xã Phong Niên có 8 thôn, bản và Phong Hải có 7 thôn, bản với ranh giới tại Km 30+600, là đường phân thủy giữa lưu vực sông Hồng và lưu vực sông Chảy.
Khi Pháp tái chiếm Lào Cai vào tháng 2 năm 1948, Phong Niên trở thành khu du kích có các tổ chức vũ trang hoạt động.
Ngày 15 tháng 10 năm 1948, huyện uỷ Bảo Thắng thành lập đã phân công Nguyễn Đức Thắng sau là Nguyễn Tất phụ trách địa bàn Phong Niên và đây từng là nơi dừng chân của các cơ quan tỉnh, huyện trước khi rút về Lục Yên. Đồng thời là địa bàn hoạt động của Đại đội Thăng Bình (C670). Trong Chiến dịch Lao Hà vào ngày 01 tháng 3 - 20 tháng 4 năm 1949,  một Tiểu đoàn của Trung đoàn 165 do Sơn Tùng chỉ huy đã lấy Phong Niên làm bàn đạp tiến vào bao vây TX. Lào Cai. Ngày 10 tháng 7 năm 1949, trên đường 4, tại địa phận Cốc Sâm, C946 đã phục kích diệt 6 binh lính. Từ đó hoạt động võ trang ở Phong Niên phát triển mạnh. Khu căn cứ này vững vàng sau cả trận càn vào tháng 7, 8 năm 1950.
Phong Niên cùng cả tỉnh phối hợp với bộ đội chủ lực giải phóng hoàn toàn Lào Cai trong đợt hai Chiến dịch Biên giới (9-11 năm 1950).
Giai đoạn cuối cuộc Kháng chiến chống Pháp, Phong Niên đã góp nhiều công sức trong các cuộc tiễu phỉ, truy bắt biệt kích nhảy dù. Đặc biệt trận đánh tan tốp 93 phỉ từ Mường Khương, Bắc Hà tràn xuống ngày 09/4/1951 hay làm hạn chế hoạt động của 4 biệt kích nhảy dù xuống Phong Niên ngày 10/01/1954.
Trong cuộc Kháng chiến chống Mỹ, Phong Niên không bị ném bom, chỉ có máy bay không người lái bay qua nhiều lần để trinh sát và rải truyền đơn (ngày 21/9/1967) xuyên tạc Cách mạng văn hóa Trung Quốc và chia rẽ tình hữu nghị Việt-Trung xuất hiện ở khu Cốc Sâm, An Phong.
Năm 1966 Quân Giải phóng nhân dân Trung Quốc sang làm đường đóng dọc 2 bên Quốc lộ 4 và có những ảnh hưởng nhất định đến bộ mặt của xã. Chính QGPNDTQ còn để lại đây 1 Nghĩa trang bên trái km 35+500 và một số khu lán trại sau trở thành nhà ở của dân, kho, chuồng trại của HTX. Đây là những năm tháng mà Phong Niên từng được chọn điểm về xây dựng nông thôn và phát triển giáo dục.
Cuộc chiến tranh biên giới Việt-Trung, 1979 diễn ra dọc xã và có điểm rất ác liệt, là xã cuối cùng theo tuyến đường 7 bị chiếm đóng (ngày 22/02). Khi đó, đại bộ phận nhân dân sơ tán (người khai hoang về quê, dân bản địa rút về tuyến sau), số ở lại chủ yếu người vùng cao, già yếu. LLVT địa phương phối hợp với bộ đội chủ lực đã góp phần tiêu hao nhiều sinh lực quân chiếm đóng. Một trong những trận thắng lớn trong cuộc chiến này diễn ra tại Km 37, trận ấy các chiến sĩ C30 đã tập kích diệt 400 binh lính, bắn cháy 7 ô tô. Sau ngày 08/8/1979, nhân dân trở lại tiếp tục khôi phục sản xuất và không có tranh chấp tài sản, ruộng đất gay gắt như ở một số nơi.
Từ sau ngày tỉnh Lào Cai được tái lập, năm 1991, Phong Niên có nhiều cơ hội mới, đã có những cố gắng mới, vươn lên.
Xã đã có chợ, có Trường Tiểu học, trường THCS, đường liên thôn đã vươn tới khắp thôn bản. Nhiều vấn đề văn hóa, xã hội, kinh tế chính trị được cải thiện. Song so với xã bạn Xuân Quang, Phong Hải thì kinh tế kém hơn. Đến năm 2003 Phong Niên có diện tích 4.303 ha, nhưng chỉ có trên 100 ha lúa nước cấy 2 vụ, tập trung chủ yếu ở 12 thôn vùng thấp, còn 9 thôn vùng cao, ruộng nước ít, nguồn thu chính của bà con là từ trồng ngô trên sườn đồi, núi đá. Tình hình an ninh trật tự có những phức tạp mới. Đặc biệt việc du canh, du cư hay buôn bán ma túy. Trong đó Làng Có trở thành điểm nóng về ma tuý không kém Na Ư của tỉnh Điện Biên.

## Dân cư
Phong Niên là địa bàn cư trú của người bản địa là Tầy, Nùng. Người Kinh lên khai hoang trong những năm 60, 70 Thế kỉ XX sống ở vùng thấp, ven đường. Các cư dân khác (Hán, Mông, Dao, Phù Lá) từ Trung Quốc, Bắc Hà, Mường Khương di đến trong Thế kỉ XIX và XX.

## Hành chính
Con đường quốc lộ 70 chạy qua chia đôi dọc xã với chiều dài là 7 km.
Xã có 19 thôn, có thôn mới do dân khai hoang lên (ở riêng biệt hay xen kẽ) lập ra như Tân Phong, An Phong, Vĩnh Hồ; có bản sau này người Mông từ Bắc Hà xuống lập nên như Phìn Giàng (坪羊, Bằng Dương tức bãi đất trên cao); có bản do người Tầy, người Dao lập từ trước như: Cốc Tủm, Cốc Sâm, Làng Có, Cán Hồ, Làng Cung, Sả Hồ.
Xã có 6.933 người, trong đó 6 thôn đặc biệt chỉ có một dân tộc sinh sống, như các thôn Cán Hồ là dân tộc Dao Tuyển, các thôn Phìn Giàng, Tân Hồ, 3 Làng Có toàn dân tộc Mông.
Tuy có diện tích rộng (4.303 ha), có đường Quốc lộ chạy qua nhưng bị chia cắt phức tạp bởi núi đá, địa hình lại dốc, khe, suối nhỏ nên canh tác gặp nhiều khó khăn. Cơ cấu kinh tế chủ yếu là nông lâm nghiệp. Trong đó sản xuất nông nghiệp là chủ yếu, thu nhập chính của người dân là cây lúa, ngô, mía, một số hoa màu và cây ăn quả.